# Wesley Koolhof
Wesley Koolhof (Duiven, Països Baixos, 17 d'abril de 1989) és un tennista professional neerlandès especialitzat en la modalitat de dobles.
En el seu palmarès hi ha setze títols de dobles masculins però hi destaquen dos títols de Grand Slam, un en dobles masculins a Wimbledon (2023) i un en dobles mixts al Roland Garros (2022).
Al desembre de 2024 es va casar amb l'extennista alemanya Julia Görges a Arnhem.

## Torneigs de Grand Slam

### Dobles masculins: 3 (1−2)
| Resultat  | Núm. | Any  | Torneig     | Parella       | Oponents                           | Marcador    |
| --------- | ---- | ---- | ----------- | ------------- | ---------------------------------- | ----------- |
| Finalista | 1.   | 2020 | US Open     | Nikola Mektić | Mate Pavić Bruno Soares            | 5−7, 3−6    |
| Finalista | 2.   | 2022 | US Open (2) | Neal Skupski  | Rajeev Ram Joe Salisbury           | 6−7(4), 5−7 |
| Guanyador | 1.   | 2023 | Wimbledon   | Neal Skupski  | Marcel Granollers Horacio Zeballos | 6−4, 6−4    |

### Dobles mixts: 1 (1−0)
| Resultat  | Núm. | Any  | Torneig       | Parella       | Oponents                     | Marcador    |
| --------- | ---- | ---- | ------------- | ------------- | ---------------------------- | ----------- |
| Guanyador | 1.   | 2022 | Roland Garros | Ena Shibahara | Ulrikke Eikeri Joran Vliegen | 7−6(5), 6−2 |

## Palmarès

### Dobles masculins: 45 (21−24)
| Llegenda                          |
| --------------------------------- |
| Grand Slams (1−2)                 |
| ATP Finals (1−0)                  |
| ATP World Tour Masters 1000 (6−5) |
| ATP World Tour 500 (1−6)          |
| ATP World Tour 250 (12−11)        |

| Títols per superfície |
| --------------------- |
| Dura (15−15)          |
| Gespa (3−2)           |
| Terra batuda (3−7)    |

| Resultat  | Núm. | Data                   | Torneig                         | Superfície   | Parella            | Oponents                           | Marcador               |
| --------- | ---- | ---------------------- | ------------------------------- | ------------ | ------------------ | ---------------------------------- | ---------------------- |
| Guanyador | 1.   | 1 de febrer de 2016    | Sofia, Bulgària                 | Dura (i)     | Matwé Middelkoop   | Philipp Oswald Adil Shamasdin      | 5−7, 7−6(9), [10−6]    |
| Guanyador | 2.   | 18 de juliol de 2016   | Kitzbühel, Àustria              | Terra batuda | Matwé Middelkoop   | Dennis Novak Dominic Thiem         | 2−6, 6−3, [11−9]       |
| Guanyador | 3.   | 8 de gener de 2017     | Sydney, Austràlia               | Dura         | Matwé Middelkoop   | Jamie Murray Bruno Soares          | 6−3, 7−5               |
| Finalista | 1.   | 13 de febrer de 2017   | Rotterdam, Països Baixos        | Dura (i)     | Matwé Middelkoop   | Ivan Dodig Marcel Granollers       | 6−7(5), 3−6            |
| Finalista | 2.   | 24 de juliol de 2017   | Atlanta, Estats Units           | Dura         | Artem Sitak        | Bob Bryan Mike Bryan               | 3−6, 4−6               |
| Finalista | 3.   | 24 de setembre de 2017 | Metz, França                    | Dura (i)     | Artem Sitak        | Julien Benneteau É. Roger-Vasselin | 5−7, 3−6               |
| Finalista | 4.   | 18 de febrer de 2018   | Nova York, Estats Units         | Dura (i)     | Artem Sitak        | Max Mirnyi Philipp Oswald          | 4−6, 6−4, [6−10]       |
| Finalista | 5.   | 4 de març de 2018      | São Paulo, Brasil               | Terra batuda | Artem Sitak        | Federico Delbonis Máximo González  | 4−6, 2−6               |
| Finalista | 6.   | 6 de maig de 2018      | Estoril, Portugal               | Terra batuda | Artem Sitak        | Kyle Edmund Cameron Norrie         | 4−6, 2−6               |
| Finalista | 7.   | 21 d'octubre de 2018   | Estocolm, Suècia                | Dura (i)     | Artem Sitak        | Luke Bambridge Jonny O'Mara        | 5−7, 6−7(8)            |
| Guanyador | 4.   | 6 de gener de 2019     | Brisbane, Austràlia             | Dura         | Marcus Daniell     | Rajeev Ram Joe Salisbury           | 6−4, 7−6(6)            |
| Finalista | 8.   | 30 de març de 2019     | Miami, Estats Units             | Dura         | Stéfanos Tsitsipàs | Bob Bryan Mike Bryan               | 5−7, 6−7(8)            |
| Finalista | 9.   | 21 d'abril de 2019     | Montecarlo, Mònaco              | Terra batuda | Robin Haase        | Nikola Mektić Franko Škugor        | 7−6(3), 6−7(3), [9−11] |
| Finalista | 10.  | 28 de febrer de 2019   | Budapest, Hongria               | Terra batuda | Marcus Daniell     | Ken Skupski Neal Skupski           | 3−6, 4−6               |
| Finalista | 11.  | 16 de juny de 2019     | 's-Hertogenbosch, Països Baixos | Gespa        | Marcus Daniell     | Dominic Inglot Austin Krajicek     | 4−6, 6−4, [4−10]       |
| Finalista | 12.  | 28 de juliol de 2019   | Hamburg, Alemanya               | Terra batuda | Robin Haase        | Oliver Marach Jürgen Melzer        | 2−6, 6−7(3)            |
| Finalista | 13.  | 11 d'agost de 2019     | Mont-real, Canadà               | Dura         | Robin Haase        | Marcel Granollers Horacio Zeballos | 5−7, 5−7               |
| Guanyador | 5.   | 11 de gener de 2020    | Doha, Qatar                     | Dura         | Rohan Bopanna      | Luke Bambridge Santiago González   | 3−6, 6−2, [10−6]       |
| Finalista | 14.  | 23 de febrer de 2020   | Marsella, França                | Dura         | Nikola Mektić      | Nicolas Mahut Vasek Pospisil       | 3−6, 4−6               |
| Finalista | 15.  | 10 de setembre de 2020 | US Open, Estats Units           | Dura         | Nikola Mektić      | Mate Pavić Bruno Soares            | 5−7, 3−6               |
| Guanyador | 6.   | 22 de novembre de 2020 | ATP Finals, Londres, Regne Unit | Dura (i)     | Nikola Mektić      | Jürgen Melzer É. Roger-Vasselin    | 6−2, 3−6, [10−5]       |
| Guanyador | 7.   | 2 de maig de 2021      | Múnic, Alemanya                 | Terra batuda | Kevin Krawietz     | Sander Gillé Joran Vliegen         | 4−6, 6−4, [10−5]       |
| Finalista | 16.  | 24 d'octubre de 2021   | Anvers, Bèlgica                 | Dura (i)     | Jean-Julien Rojer  | Nicolas Mahut Fabrice Martin       | 0−6, 1−6               |
| Guanyador | 8.   | 9 de gener de 2022     | Melbourne, Austràlia            | Dura         | Neal Skupski       | A. Nedovyesov A-u-H. Qureshi       | 6−4, 6−4               |
| Guanyador | 9.   | 15 de gener de 2022    | Adelaida, Austràlia             | Dura         | Neal Skupski       | Ariel Behar Gonzalo Escobar        | 7−6(5), 6−4            |
| Guanyador | 10.  | 19 de febrer de 2022   | Doha (2)                        | Dura         | Neal Skupski       | Rohan Bopanna Denis Shapovalov     | 7−6(4), 6−1            |
| Finalista | 17.  | 3 d'abril de 2022      | Miami (2)                       | Dura         | Neal Skupski       | Hubert Hurkacz John Isner          | 6−7(5), 4−6            |
| Finalista | 18.  | 24 d'abril de 2022     | Barcelona, Espanya              | Terra batuda | Neal Skupski       | Kevin Krawietz Andreas Mies        | 7−6(3), 6−7(5), [6−10] |
| Guanyador | 11.  | 8 de maig de 2022      | Madrid, Espanya                 | Terra batuda | Neal Skupski       | J.S. Cabal Robert Farah            | 6−7(4), 6−4, [10−5]    |
| Guanyador | 12.  | 12 de juny de 2022     | 's-Hertogenbosch                | Gespa        | Neal Skupski       | Matthew Ebden Max Purcell          | 4−6, 7−5, [10−6]       |
| Guanyador | 13.  | 14 d'agost de 2022     | Mont-real                       | Dura         | Neal Skupski       | Dan Evans John Peers               | 6−2, 4−6, [10−6]       |
| Finalista | 19.  | 9 de setembre de 2022  | US Open (2)                     | Dura         | Neal Skupski       | Rajeev Ram Joe Salisbury           | 6−7(4), 5−7            |
| Guanyador | 14.  | 6 de novembre de 2022  | París, França                   | Dura (i)     | Neal Skupski       | Ivan Dodig Austin Krajicek         | 7−6(5), 6−4            |
| Finalista | 20.  | 19 de març de 2023     | Indian Wells, Estats Units      | Dura         | Neal Skupski       | Rohan Bopanna Matthew Ebden        | 3−6, 6−2, [8−10]       |
| Finalista | 21.  | 23 d'abril de 2023     | Barcelona (2)                   | Terra batuda | Neal Skupski       | Máximo González Andrés Molteni     | 3−6, 7−6(7), [4−10]    |
| Guanyador | 15.  | 18 de juny de 2023     | 's-Hertogenbosch (2)            | Gespa        | Neal Skupski       | Gonzalo Escobar A. Nedovyesov      | 7−6(1), 6−2            |
| Guanyador | 16.  | 15 de juliol de 2023   | Wimbledon, Regne Unit           | Gespa        | Neal Skupski       | Marcel Granollers Horacio Zeballos | 6−4, 6−4               |
| Finalista | 22.  | 8 d'octubre de 2023    | Pequín, Xina                    | Dura         | Neal Skupski       | Ivan Dodig Austin Krajicek         | 7−6(12), 3−6, [5−10]   |
| Guanyador | 17.  | 13 de gener de 2024    | Auckland, Nova Zelanda          | Dura         | Nikola Mektić      | Marcel Granollers Horacio Zeballos | 6−3, 6−7(5), [10−7]    |
| Guanyador | 18.  | 18 de febrer de 2024   | Rotterdam                       | Dura (i)     | Nikola Mektić      | Robin Haase B. van de Zandschulp   | 6−3, 7−5               |
| Guanyador | 19.  | 16 de març de 2024     | Indian Wells                    | Dura         | Nikola Mektić      | Marcel Granollers Horacio Zeballos | 7−6(2), 7−6(4)         |
| Finalista | 23.  | 16 de juny de 2024     | 's-Hertogenbosch (2)            | Gespa        | Nikola Mektić      | Nathaniel Lammons Jackson Withrow  | 6−7(5), 6−7(3)         |
| Guanyador | 20.  | 13 d'octubre de 2024   | Xangai, Xina                    | Dura         | Nikola Mektić      | Máximo González Andrés Molteni     | 6−4, 6−4               |
| Finalista | 24.  | 27 d'octubre de 2024   | Basilea, Suïssa                 | Dura (i)     | Nikola Mektić      | Jamie Murray John Peers            | 3−6, 5−7               |
| Guanyador | 21.  | 3 de novembre de 2024  | París (2)                       | Dura (i)     | Nikola Mektić      | Lloyd Glasspool Adam Pavlásek      | 3−6, 6−3, [10−5]       |

#### Períodes com a número 1
| Núm. | Predecessor     | Dates                    | Successor       | Setmanes | Acumulat |
| ---- | --------------- | ------------------------ | --------------- | -------- | -------- |
| 1.   | Rajeev Ram      | 07/11/2022 − 15/01/2023A | Rajeev Ram      | 10       | 10       |
| 2.   | Rajeev Ram      | 30/01/2023 − 19/02/2023A | Rajeev Ram      | 3        | 13       |
| 3.   | Rajeev Ram      | 06/03/2023 − 11/06/2023A | Austin Krajicek | 14       | 27       |
| 4.   | Austin Krajicek | 19/06/2023 − 25/06/2023A | Austin Krajicek | 1        | 28       |
| 5.   | Austin Krajicek | 17/07/2023 − 27/08/2023A | Neal Skupski    | 6        | 34       |

### Dobles mixts: 1 (1−0)
| Resultat  | Núm. | Data              | Torneig               | Superfície   | Parella       | Oponents                     | Marcador    |
| --------- | ---- | ----------------- | --------------------- | ------------ | ------------- | ---------------------------- | ----------- |
| Guanyador | 1.   | 2 de juny de 2022 | Roland Garros, França | Terra batuda | Ena Shibahara | Ulrikke Eikeri Joran Vliegen | 7−6(5), 6−2 |

## Trajectòria

### Dobles masculins
| Open d'Austràlia | A   | A   | A     | 2R          | 2R          | 2R          | 2R          | 3R    | QF | QF | 3R | 0 / 8     | 14 – 8    |
| Roland Garros | A   | A   | 1R    | 1R          | 3R          | 2R          | SF          | 3R    | QF | QF |    | 0 / 8     | 14 – 8    |
| Wimbledon | A   | Q1  | 2R    | 1R          | 1R          | QF          | NC          | 1R    | 3R | G  |    | 1 / 7     | 12 – 6    |
| US Open | A   | A   | 1R    | 1R          | 2R          | 3R          | F           | 3R    | F  | 3R |    | 0 / 8     | 16 – 8    |
| Jocs Olímpics | NC  | NC  | A     | No celebrat | No celebrat | No celebrat | No celebrat | 2R    | NC | NC |    | 0 / 1     | 1 − 1     |
| ATP Finals | A   | A   | A     | A           | A           | A           | G           | A     | SF |    |    | 1 / 2     | 5 – 3     |
| Total Victòries–Derrotes                                                                                                   | 0−1 | 2−3 | 13−15 | 18−21       | 29−27       | 42−27       | 28−13       | 24−19 |    |    |    | 166 – 128 | 166 – 128 |
| Rànquing a final d'any | 221 | 67  | 60    | 46          | 42          | 14          | 5           | 21    | 1  |    |    |           |           |
| Llegenda: G: Guanyador; F: Finalista; SF: Semifinalista; QF: Quarts de final; Q: Qualificació; A: Absent; RR: Round Robin; |     |     |       |             |             |             |             |       |    |    |    |           |           |

### Dobles mixts
| Open d'Austràlia | A  | A  | 1R | 1R | 1R | 2R | 1R | 0 / 5 | 1 – 5 |
| Roland Garros | A  | A  | 1R | NC | SF | G  |    | 1 / 3 | 8 – 2 |
| Wimbledon | 1R | A  | SF | NC | 2R | A  | 2R | 0 / 4 | 5 – 4 |
| US Open | A  | QF | QF | NC | A  | A  |    | 0 / 2 | 4 – 2 |
| Llegenda: G: Guanyador; F: Finalista; SF: Semifinalista; QF: Quarts de final; Q: Qualificació; A: Absent; RR: Round Robin; |    |    |    |    |    |    |    |       |       |